# 公告対象区域
公告対象区域（こうこくたいしょうくいき）とは、建築基準法上、一団地を形成している複数の敷地および建物を、一つの敷地および建物とみなして指定して公告することにより、同法上の制限緩和対象とする区域を言う。建築基準法第八十六条の「一の敷地とみなすこと等による制限の緩和」に係る指定された区域である。
以下、建築基準法平成一八年六月二日法律第五〇号改正分について記述。その他の詳細は、同法を参照のこと。

## 要件
指定および公告されるべき、一団地を形成している複数の敷地および建物、および規制緩和の内容については、それぞれ以下に挙げるものである。いずれも、国土交通省令で定める基準に従うこと、および特定行政庁の認定または許可を受ける事を要件とする。
- 建築物の敷地又は建築物の敷地以外の土地で二以上のものが一団地を形成している場合において、当該一団地内に建築される一又は二以上の構えを成す建築物（二以上の構えを成すものにあつては、総合的設計によつて建築されるものに限る。）のうち、建築物の位置及び構造が安全上、防火上及び衛生上支障がないとの認定を受けたもの
建築物に対する特例対象規定の適用については、当該一団地を当該一又は二以上の建築物の一の敷地とみなす。
- 一定の一団の土地の区域内に現に存する建築物の位置及び構造を前提として、安全上、防火上及び衛生上必要な総合的見地からした設計によつて当該区域内に建築物が建築される場合において、その位置及び構造が安全上、防火上及び衛生上支障がないとの認定を受けた当該区域内に存することとなる各建築物
建築物に対する特例対象規定の適用については、当該一定の一団の土地の区域をこれらの建築物の一の敷地とみなす。
- 建築物の敷地又は建築物の敷地以外の土地で二以上のものが、政令で定める空地を有し、かつ、面積が政令で定める規模以上である一団地を形成している場合において、当該一団地内に建築される一又は二以上の建築物のうち、当該一又は二以上の建築物の位置及び建ぺい率、容積率、各部分の高さその他の構造について、交通上、安全上、防火上及び衛生上支障がなく、かつ、総合的な配慮がなされていることにより市街地の環境の整備改善に資すると認めて許可を受けたもの
建築物に対する特例対象規定（同法第五十九条の二第一項を除く。）の適用については、当該一団地を当該一又は二以上の建築物の一の敷地とみなす。
建築物の各部分の高さ又は容積率を、その許可の範囲内において、同法第五十五条第一項の規定又は当該一団地を一の敷地とみなして適用する第五十二条第一項から第九項まで、第五十六条若しくは第五十七条の二第六項の規定による限度を超えるものとすることができる。
- その面積が政令で定める規模以上である一定の一団の土地の区域内に現に存する建築物の位置及び建ぺい率、容積率、各部分の高さその他の構造を前提として、安全上、防火上及び衛生上必要な総合的見地からした設計によつて当該区域内に建築物が建築され、かつ、当該区域内に政令で定める空地を有する場合において、その建築物の位置及び建ぺい率、容積率、各部分の高さその他の構造について、交通上、安全上、防火上及び衛生上支障がなく、かつ、総合的な配慮がなされていることにより市街地の環境の整備改善に資すると認めて許可を受けたもの
当該区域内に存することとなる各建築物に対する特例対象規定（同法第五十九条の二第一項を除く。）の適用について、当該一定の一団の土地の区域をこれらの建築物の一の敷地とみなす。
建築される建築物の各部分の高さ又は容積率を、その許可の範囲内において、同法第五十五条第一項の規定又は当該一定の一団の土地の区域を一の敷地とみなして適用する第五十二条第一項から第九項まで、第五十六条若しくは第五十七条の二第六項の規定による限度を超えるものとすることができる。

上記各号の認定または許可を受ける場合には、対象区域内の建築物の位置及び構造に関する計画を策定して提出するとともに、申請者以外に当該対象区域の内にある土地について所有権又は借地権を有する者があるときは、当該計画について、あらかじめ、これらの者の同意を得なければならない。
特定行政庁が認定または許可をした場合には、遅滞なく、当該認定又は許可に係る計画に関して、対象区域などを公告するとともに、対象区域、建築物の位置などを表示した図書をその事務所に備えて、一般の縦覧に供さなければならない。当該認定又は許可は、公告をしなければ効力を生じない。

## 特例対象規定
特例対象規定とは、建築基準法第八十六条の規定により規制緩和される同法の規定を言う。具体的には下記の規定を言う。
第二十三条、第四十三条、第五十二条第一項から第十四項まで、第五十三条第一項若しくは第二項、第五十四条第一項、第五十五条第二項、第五十六条第一項から第四項まで、第六項若しくは第七項、第五十六条の二第一項から第三項まで、第五十七条の二、第五十七条の三第一項から第四項まで、第五十九条第一項、第五十九条の二第一項、第六十条第一項、第六十条の二第一項、第六十二条第二項、第六十四条又は第六十八条の三第一項から第三項までの規定